# 锡金猫蛛
锡金猫蛛（学名：Oxyopes sikkimensis）为猫蛛科猫蛛属的动物。分布于印度以及中国大陆的云南等地。该物种的模式产地在印度。